# Aire d'attraction de Sarreguemines (partie française)
L'aire d'attraction de Sarreguemines (partie française) est un zonage d'étude défini par l'Insee pour caractériser l’influence de la commune de Sarreguemines sur les communes environnantes. Publiée en octobre 2020, elle se substitue à l'aire urbaine de Sarreguemines (partie française), qui comportait 24 communes dans le zonage de 2010.

## Définition
L'aire d'attraction d'une ville est composée d’un pôle, défini à partir de critères de population et d’emploi ainsi que d’une couronne constituée des communes dont au moins 15 % des actifs travaillent dans le pôle. Le pôle d’attraction constitue ainsi un point de convergence des déplacements domicile-travail,.

## Géographie
L’aire d'attraction de Sarreguemines (partie française) est une aire inter-départementale qui comporte 48 communes : 45 situées dans la Moselle et 3 dans le Bas-Rhin (Herbitzheim, Oermingen et Siltzheim). 

### Carte

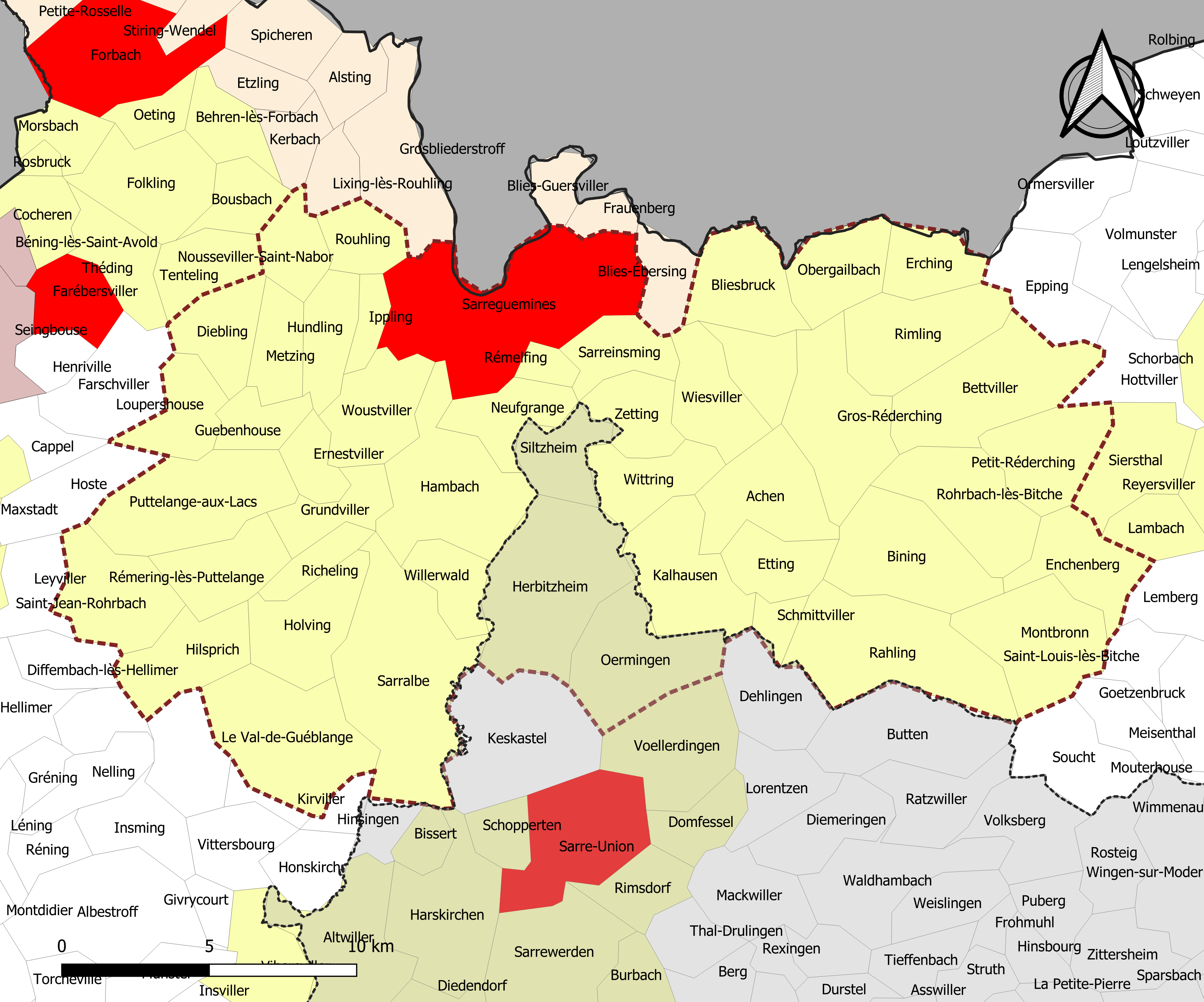
Carte de l'aire d'attraction de Sarreguemines (partie française).
Commune-centre
Commune de la couronne

### Composition communale
| Nom                            | Code Insee | Département | Statut                 | Superficie (km2) | Population (dernière pop. légale) | Densité (hab./km2) | Modifier                                    |
| ------------------------------ | ---------- | ----------- | ---------------------- | ---------------- | --------------------------------- | ------------------ | ------------------------------------------- |
| Sarreguemines (commune-centre) | 57631      | Moselle     | commune-centre         | 29,67            | 20 324 (2022)                     | 685                | modifier les données · modifier les données |
| Achen                          | 57006      | Moselle     | commune de la couronne | 12,12            | 970 (2022)                        | 80                 | modifier les données · modifier les données |
| Bettviller                     | 57074      | Moselle     | commune de la couronne | 18,41            | 819 (2022)                        | 44                 | modifier les données · modifier les données |
| Bining                         | 57083      | Moselle     | commune de la couronne | 15,91            | 1 173 (2022)                      | 74                 | modifier les données · modifier les données |
| Bliesbruck                     | 57091      | Moselle     | commune de la couronne | 10,88            | 976 (2022)                        | 90                 | modifier les données · modifier les données |
| Diebling                       | 57176      | Moselle     | commune de la couronne | 7,84             | 1 670 (2022)                      | 213                | modifier les données · modifier les données |
| Enchenberg                     | 57192      | Moselle     | commune de la couronne | 9,73             | 1 210 (2022)                      | 124                | modifier les données · modifier les données |
| Erching                        | 57196      | Moselle     | commune de la couronne | 6,76             | 418 (2022)                        | 62                 | modifier les données · modifier les données |
| Ernestviller                   | 57197      | Moselle     | commune de la couronne | 4,44             | 506 (2022)                        | 114                | modifier les données · modifier les données |
| Etting                         | 57201      | Moselle     | commune de la couronne | 7,06             | 714 (2022)                        | 101                | modifier les données · modifier les données |
| Gros-Réderching                | 57261      | Moselle     | commune de la couronne | 15,73            | 1 273 (2022)                      | 81                 | modifier les données · modifier les données |
| Grundviller                    | 57263      | Moselle     | commune de la couronne | 6,27             | 661 (2022)                        | 105                | modifier les données · modifier les données |
| Guebenhouse                    | 57264      | Moselle     | commune de la couronne | 4,46             | 415 (2022)                        | 93                 | modifier les données · modifier les données |
| Le Val-de-Guéblange            | 57267      | Moselle     | commune de la couronne | 19,08            | 798 (2022)                        | 42                 | modifier les données · modifier les données |
| Hambach                        | 57289      | Moselle     | commune de la couronne | 17,60            | 2 787 (2022)                      | 158                | modifier les données · modifier les données |
| Hilsprich                      | 57325      | Moselle     | commune de la couronne | 10,34            | 840 (2022)                        | 81                 | modifier les données · modifier les données |
| Holving                        | 57330      | Moselle     | commune de la couronne | 10,75            | 1 265 (2022)                      | 118                | modifier les données · modifier les données |
| Hundling                       | 57340      | Moselle     | commune de la couronne | 6,63             | 1 344 (2022)                      | 203                | modifier les données · modifier les données |
| Ippling                        | 57348      | Moselle     | commune de la couronne | 3,29             | 790 (2022)                        | 240                | modifier les données · modifier les données |
| Kalhausen                      | 57355      | Moselle     | commune de la couronne | 13,52            | 779 (2022)                        | 58                 | modifier les données · modifier les données |
| Loupershouse                   | 57419      | Moselle     | commune de la couronne | 7,73             | 899 (2022)                        | 116                | modifier les données · modifier les données |
| Metzing                        | 57466      | Moselle     | commune de la couronne | 6,45             | 693 (2022)                        | 107                | modifier les données · modifier les données |
| Montbronn                      | 57477      | Moselle     | commune de la couronne | 14,99            | 1 583 (2022)                      | 106                | modifier les données · modifier les données |
| Neufgrange                     | 57499      | Moselle     | commune de la couronne | 7,17             | 1 349 (2022)                      | 188                | modifier les données · modifier les données |
| Nousseviller-Saint-Nabor       | 57514      | Moselle     | commune de la couronne | 6,13             | 1 185 (2022)                      | 193                | modifier les données · modifier les données |
| Obergailbach                   | 57517      | Moselle     | commune de la couronne | 8,99             | 270 (2022)                        | 30                 | modifier les données · modifier les données |
| Petit-Réderching               | 57535      | Moselle     | commune de la couronne | 11,00            | 1 416 (2022)                      | 129                | modifier les données · modifier les données |
| Puttelange-aux-Lacs            | 57556      | Moselle     | commune de la couronne | 16,66            | 3 058 (2022)                      | 184                | modifier les données · modifier les données |
| Rahling                        | 57561      | Moselle     | commune de la couronne | 21,30            | 720 (2022)                        | 34                 | modifier les données · modifier les données |
| Rémelfing                      | 57568      | Moselle     | commune de la couronne | 2,62             | 1 308 (2022)                      | 499                | modifier les données · modifier les données |
| Rémering-lès-Puttelange        | 57571      | Moselle     | commune de la couronne | 9,24             | 1 034 (2022)                      | 112                | modifier les données · modifier les données |
| Richeling                      | 57581      | Moselle     | commune de la couronne | 4,21             | 348 (2022)                        | 83                 | modifier les données · modifier les données |
| Rimling                        | 57584      | Moselle     | commune de la couronne | 13,26            | 631 (2022)                        | 48                 | modifier les données · modifier les données |
| Rohrbach-lès-Bitche            | 57589      | Moselle     | commune de la couronne | 13,28            | 2 290 (2022)                      | 172                | modifier les données · modifier les données |
| Rouhling                       | 57598      | Moselle     | commune de la couronne | 6,02             | 1 965 (2022)                      | 326                | modifier les données · modifier les données |
| Saint-Jean-Rohrbach            | 57615      | Moselle     | commune de la couronne | 12,19            | 963 (2022)                        | 79                 | modifier les données · modifier les données |
| Sarralbe                       | 57628      | Moselle     | commune de la couronne | 27,29            | 4 386 (2022)                      | 161                | modifier les données · modifier les données |
| Sarreinsming                   | 57633      | Moselle     | commune de la couronne | 6,98             | 1 206 (2022)                      | 173                | modifier les données · modifier les données |
| Schmittviller                  | 57636      | Moselle     | commune de la couronne | 2,33             | 335 (2022)                        | 144                | modifier les données · modifier les données |
| Wiesviller                     | 57745      | Moselle     | commune de la couronne | 8,83             | 908 (2022)                        | 103                | modifier les données · modifier les données |
| Willerwald                     | 57746      | Moselle     | commune de la couronne | 6,31             | 1 519 (2022)                      | 241                | modifier les données · modifier les données |
| Wittring                       | 57748      | Moselle     | commune de la couronne | 8,09             | 741 (2022)                        | 92                 | modifier les données · modifier les données |
| Wœlfling-lès-Sarreguemines     | 57750      | Moselle     | commune de la couronne | 6,24             | 697 (2022)                        | 112                | modifier les données · modifier les données |
| Woustviller                    | 57752      | Moselle     | commune de la couronne | 10,97            | 2 822 (2022)                      | 257                | modifier les données · modifier les données |
| Zetting                        | 57760      | Moselle     | commune de la couronne | 6,94             | 856 (2022)                        | 123                | modifier les données · modifier les données |
| Herbitzheim                    | 67191      | Bas-Rhin    | commune de la couronne | 21,73            | 1 835 (2022)                      | 84                 | modifier les données · modifier les données |
| Oermingen                      | 67355      | Bas-Rhin    | commune de la couronne | 14,63            | 1 098 (2022)                      | 75                 | modifier les données · modifier les données |
| Siltzheim                      | 67468      | Bas-Rhin    | commune de la couronne | 6,96             | 615 (2022)                        | 88                 | modifier les données · modifier les données |

## Démographie
Cette aire est catégorisée dans les aires de 50 000 à moins de 200 000 habitants, une catégorie qui regroupe 18,4 % de la population au niveau national,.